# 침묵의 빛
《침묵의 빛》(Luz Silenciosa, Silent Light)은 프랑스에서 제작된 카를로스 레이가다스 감독의 2007년 드라마 영화이다. 엘리자베스 페르 등이 주연으로 출연하였고 카를로스 레이가다스 등이 제작에 참여하였다.

## 출연

### 주연
- 엘리자베스 페르
- 야코보 클라센

## 기타
- 공동제작: 장 라바디
- 공동제작: 프란스 반 게스텔
- 협력프로듀서: 장 라바디
- 미술: 노헤미 곤잘레스